# Москаленко, Николай Иванович
Никола́й Ива́нович Москале́нко (26 марта 1926, деревня Константиновка, Омская область — 14 января 1974, Москва) — советский актёр и кинорежиссёр.

## Биография
Николай Москаленко — советский кинорежиссёр и актёр, участник Великой Отечественной войны.
Окончил актёрский факультет ГИТИСа в 1947 году. В 1947—1957 годах работал актёром в театрах Москвы и Минска. С 1957 года — на киностудии «Мосфильм», где начинал как ассистент режиссёра, затем стал вторым режиссёром.
В ноябре 1965 года во время съёмок фильма «Директор» в Каракумах трагически погиб актёр Евгений Урбанский. По стечению обстоятельств, в отсутствие первого режиссёра Алексей Салтыков, съёмки возглавил Николай Москаленко. Этот инцидент привёл к тому, что Москаленко был лишён доступа к профессиональной деятельности на несколько лет.
В конце 1960-х годов он добился права работать первым режиссёром и поставил фильмы «Журавушка», «Молодые», «Русское поле», которые получили известность. Последний фильм стал вторым по кассовым сборам в 1972 году, собрав 56,2 миллиона зрителей). Дебютный фильм Москаленко занял 8-е место в советском прокате, а «Русское поле» — третье.
Скончался в 1977 году на 48-м году жизни в Москве. Похоронен на Востряковском кладбище.

## Фильмография

### Актёр
- 1953 — Степные зори — Алексей
- 1955 — Пламя гнева — Кирик
- 1956 — Над Черемошем — Василь
- 1959 — В степной тиши — эпизод

### Режиссёр
- 1968 — Журавушка
- 1971 — Молодые
- 1971 — Русское поле